# الدوري المولدوفي الوطني 1994–95
الدوري المولدوفي الوطني 1994–95 هو الموسم 4 من الدوري المولدوفي الوطني. أشرف على تنظيمه اتحاد مولدافيا لكرة القدم، وكان عدد الأندية المشاركة فيه 14، وفاز فيه زمبرو تشيسيناو.